# Catedral de Christ Church

Planta de la Catedral de Christ Church i el parc

La Catedral de Christ Church de Dublín o més formal la Catedral de la Santíssima Trinitat és la seu de la diòcesi de Dublín i Glendalough i també de província de Dublín i Cashel de l'Església d'Irlanda, branca de l'Església Anglicana. Es tracta d'una de les dues catedrals medievals de Dublín, l'altra és la Catedral de Sant Patrici. La Christ Church és l'única de les tres catedrals de Dublín que es pot veure clarament a partir de la riu Liffey. Christ Church és oficialment la seu arquebisbal (catedral) tant de l'Església d'Irlanda com de l'Església Catòlica a Dublín. A la pràctica, però, ha estat la seu de l'Església d'Irlanda mentre que l'Església Catòlica Romana utilitza la Pro-Catedral de Santa Maria del Malborough Street, a Dublín

## Història
Christ Church és a l'antic cor del Dublín medieval, al costat de Wood Quay, al final de Lord Edward Street. No obstant això una de les principals via de la ciutat es va construir al voltant de la catedral, cosa que la va separar de la trama urbana medieval original que l'envoltava, amb el seu context arquitectònic original (era al centre d'un laberint d'edificis i carrers) perduts a causa de la construcció de carreteres i de la demolició del barri residencial de Wood Quay. Com a resultat la catedral apareix ara dominant en l'aïllament darrere de nous edificis civils al llarg dels molls, fora del seu context medieval original.

### Primera construcció
La catedral va ser fundada probablement en algun moment després de 1028 quan el rei Sitric Silkenbeard, el rei de la dinastia nòrdica de Dublín va fer un pelegrinatge a Roma. El primer bisbe d'aquesta diòcesi de Dublín va ser Dunan o Donat, i la diòcesi va ser en aquest moment una petita illa de terra envoltada per la més gran de Glenadalough, i va estar durant un temps a la mateixa categoria que Canterbury en el si de la jerarquia de l'Església irlandesa. L'església va ser construïda en un terreny elevat amb vista a l'assentament viking de Wood Quay i Sitric va donar les "terres de Baldoyle, Raheny i Portrane per al seu manteniment". De les quatre antigues esglésies cristianes celtes amb la reputació d'haver existit a prop de Dublin, només una, dedicada a Sant Martí de Tours, es trobava dins dels murs de la ciutat vikinga i, per tant, la Christ Church va ser una de les dues esglésies de la ciutat.
La catedral estava regida originalment pel clergat secular. El segon bisbe de Dublín va introduir els benedictins. El 1163, la Christ Church es va convertir en un priorat de l'Orde Regular de canonges Arrosians, una reforma de la regla agustiniana de la mà del segon arquebisbe de Dublín, més tard, Sant Laurence O'Toole, que es va adherir a la regla i que en va esdevenir prior. Aquest càrrec de prior era la segona dignitat de la diòcesi i no un simple deà, fins al restabliment de 1541. Aquest priorat, el Priorat de la Santíssima Trinitat, es va convertir en la casa religiosa més rica d'Irlanda, amb 10.000 acres de propietat només al comtat de Dublín, entre aquestes propietats cal destacar les tres granges dels termes de Grangegorman, Glasnevin i Clonken o Clonkene, ara conegut com a Deansgrange.

### Període normand

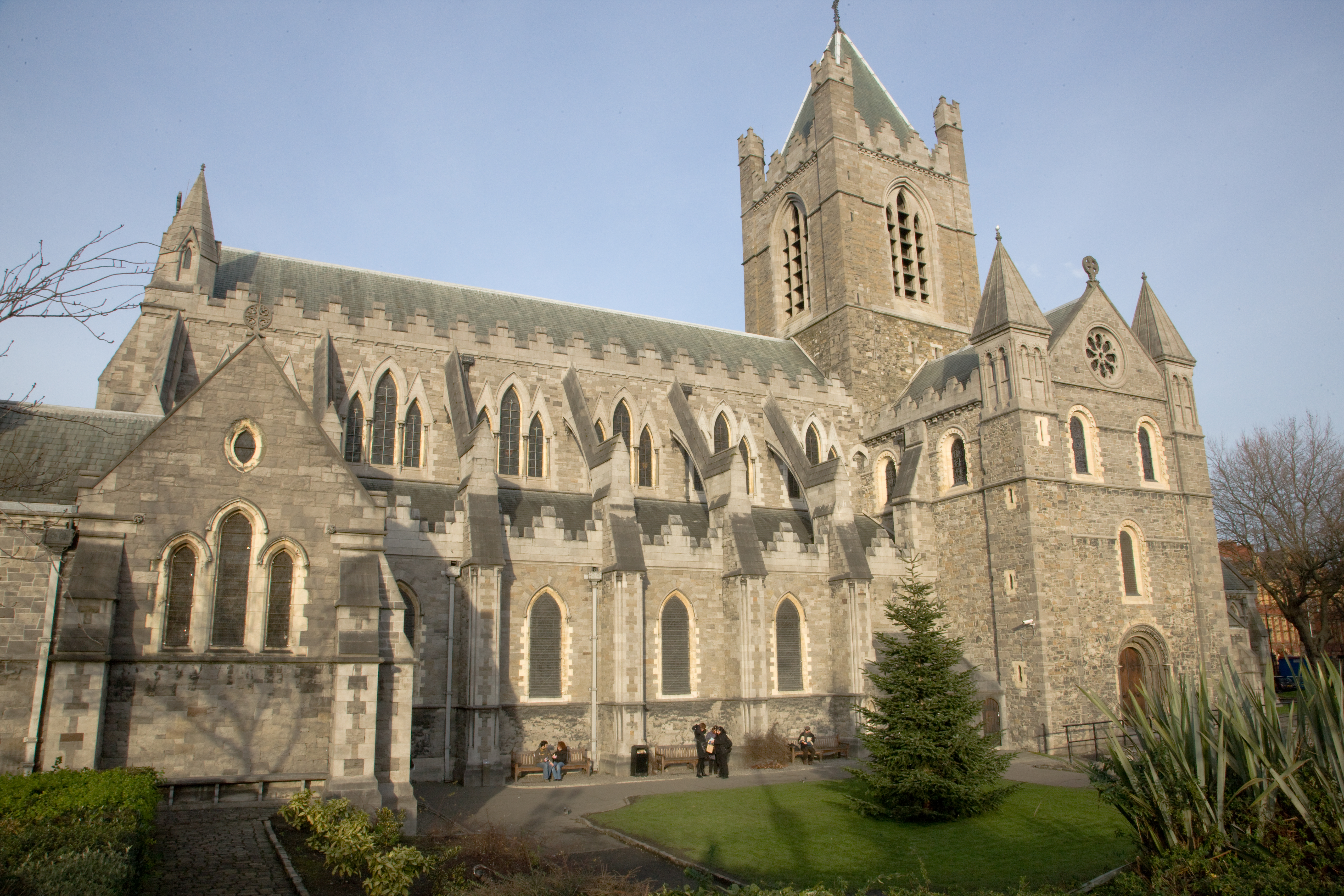
Catedral de Christ Church

Enric II va assistir a la missa de Nadal a la catedral el 1171. D'acord amb la guia de la catedral era la primera vegada que Enric va prendre la comunió des de l'assassinat de Thomas Becket a Canterbury.
A la dècada del 1180, Strongbow i altres magnats normands va ajudar a finançar una reconstrucció completa de la Christ Church, que en un principi era un edifici de fusta, per fer-lo en pedra, amb la construcció d'un cor, les naus, creuers, la cripta, i les capelles de Sant Edmund i Santa Maria i Sant Laud.
La capella de Sant Laurence O'Toole es va afegir al segle xiii i gran part de la nau existent es va construir en la dècada de 1230. El disseny va ser inspirat per l'arquitectura de l'escola d'anglesa occidental d'estil gòtic, i les pedres oolítiques de Somersetshire van ser esculpides i col·locades per artesans de la mateixa zona.
El 1300 l'arquebisbe Ferings de Dublín va disposar un acord entre les dues catedrals, la Compostio Pacis, que reconeix les dues catedrals i va fer algunes disposicions per donar cabuda a l'estat d'ús compartit (vegeu més avall per a més informació sobre aquest tema).
El 1358, la nau de la catedral es trobava parcialment en servei per a fins seculars, d'aquesta manera es va afegir una nova construcció per estendre l'àrea del cor antic uns 10 metres.
La catedral va ser suposadament el lloc de la coronació, el 1487, de Lambert Simnel, un nen pretendent que va intentar sense èxit enderrocar Enric VII d'Anglaterra, com a rei Eduard VI.
En 1493 es va fundar una l'escola de cant.

### Reforma
El 1539 el rei Enric VIII va suprimir el Priorat de la catedral i el va convertir a un deà i capítol, i va treballar per assegurar la Christ Church d'acord amb la seva estructura de la nova església reformada. El seu successor, Eduard VI d'Anglaterra, el 1547, va aportar fons per a un augment de la dotació de personal de la catedral i de finançament anual real de l'escolania.
El rei Eduard VI, formalment suprimida la Catedral de Sant Patrici, el 25 d'abril de 1547, va fer traslladar la plata, joies i ornaments a la Christ Church. Aquest episodi va acabar amb un document de finals del regnat de la Reina Maria, una escriptura de data 27 d'abril de 1558, que comprèn la recepció per Thomas Leverous, deà, i el capítol de Sant Patrici, "de les mercaderies, mobles, instruments musicals, etc" que pertanyen a la Catedral, i que havien estat en possessió del deà i capítol de la Christ Church.
La reina Maria I d'Anglaterra i després Jaume I d'Anglaterra, també van augmentar la dotació de Christ Church. Mentrestant, el 1551, el servei diví va ser cantat per primera vegada a Irlanda en anglès en lloc del llatí. El 1560, es va llegir per primera vegada la Bíblia en anglès.

### Regne d'Irlanda
Els fonaments de la nau, que descansen sobre la torba, van cedir el 1562, de manera que el mur sud i el sostre de volta de pedra es van esfondrar (el mur nord, que visiblement s'inclina, va sobreviure, i en gran part es remunta a 1230). Es van dur a terme diverses reparacions parcials, però la major part de la runa es va anivellar i els murs de la nova construcció es van aixecar sobre el runam mateix fins al 1871.
Al segle xvii, tant al parlament com els tribunals de justícia es va reunir en edificis construïts al costat de la Christ Church. El rei Jaume II va presidir l'obertura del Parlament en aquest lloc. No obstant això, el parlament i els tribunals de justícia foren traslladats a un altre lloc: els tribunals de justícia a la nova construcció de Four Courts i el parlament a la Casa Chichester a Hoggen Green (ara el College Green).
Entre 1829 i 1831 es van fer alguns treballs limitats però l'edifici, igual que el proper de Sant Patrici, es trobava en mal estat durant bona part del segle xix.

### Segles XIX i XX
La catedral va ser restaurada i reconstruïda des de 1871 fins al 1878 per George Edmund Street, amb el patrocini del distingit Henry Roe of Mount Anville. El gran cor del segle xix va ser demolit i un nou extrem oriental va ser construït sobre la cripta original. Es va construir una nova seu pel capítol. La torre va ser reconstruïda. La galeria sud de la nau va ser també reconstruïda. Els arcbotants que s'agreguen són purament un element decoratiu. El pòrtic del nord es va eliminar. En aquest lloc s'hi va construir el baptisteri. Es va obrir un carrer entre la catedral i l'Aula del Sínode adjacent, es van aprofitar les últimes restes de l'Església de Sant Miquel, amb la torre campanar inclosa. La seu del sínode està unida a la catedral per la icònica passarel·la coberta. Henry Roe va gastar més de 230.000 lliures esterlines en el moment (més de 26 milions d'euros en termes del 2006). Algunes altres renovacions s'han dut a terme entre 1980 i 1982.

## Paper actual
La Catedral de Christ Church és el centre de culte per a les diòcesis de l'Església d'Irlanda, i compta amb notables esdeveniments anuals com el Servei de Ciutadania. Com a catedral de la província del sud de l'Església unionista, també rep l'ordenació de sacerdots i la consagració dels bisbes.

## Arquitectura

### Impacte de la restauració delseglexix

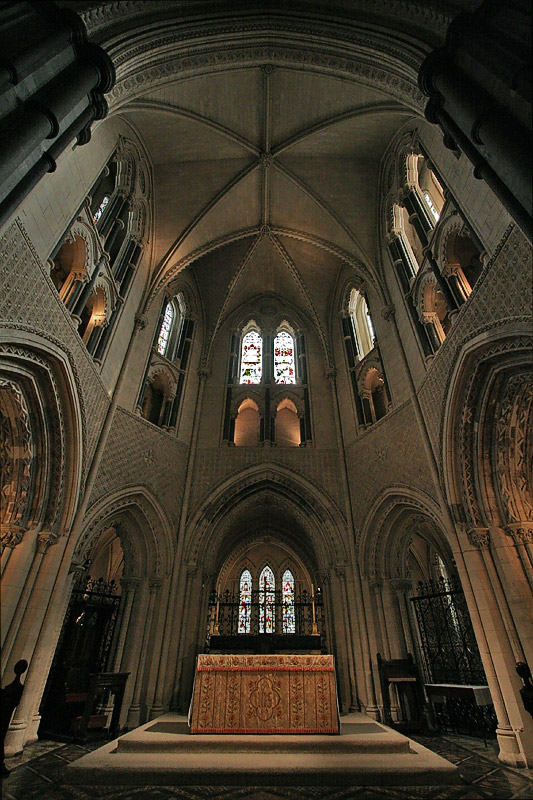
Interior de la Catedral de Christ Church

Després de l'àmplia renovació de l'època victoriana, que va permetre evitar l'ensorrament a causa de tenir l'estructura seriosament deteriorada, segueix sent difícil determinar quines parts de l'interior són genuïnament medievals i quines parts són de l'època victoriana. Les fotografies preses des de l'exterior mostren el caràcter extremadament intervencionista de la reconstrucció realitzada pels victorians. No obstant això, la Christ Church segueix sent una mostra fascinant de com l'arquistectura medieval ha permès sobreviure a la construcció.

### Nau
La catedral conté la suposada tomba de Richard de Clare, noble medieval normand-gal·lès que van arribar a Irlanda, a petició del rei Diarmuid MacMorrough i l'arribada del qual va marcar l'inici de la participació anglesa a Irlanda. La tomba de la nau no és la de Strongbow, ja que se sap que la tomba original va ser destruïda fa segles. En el seu lloc s'hi va instal·lar una tomba medieval procedent d'una església de Drogheda per substituir la tomba destruïda de Strongbow. També està ben documentat que la tomba de Strongbow va ser utilitzada com a seu dels acords legals des del segle xvi fins al segle xviii. Al costat de la tomba principal hi ha una tomba menor, que pot suggerir una figura femenina, però com que usa una cota de malla, ens pot fer pensar que és la d'un nen.
Durant un temps també hi havia "The Cat & The Rat", però actualment es poden veure a la cripta.

### Cripta

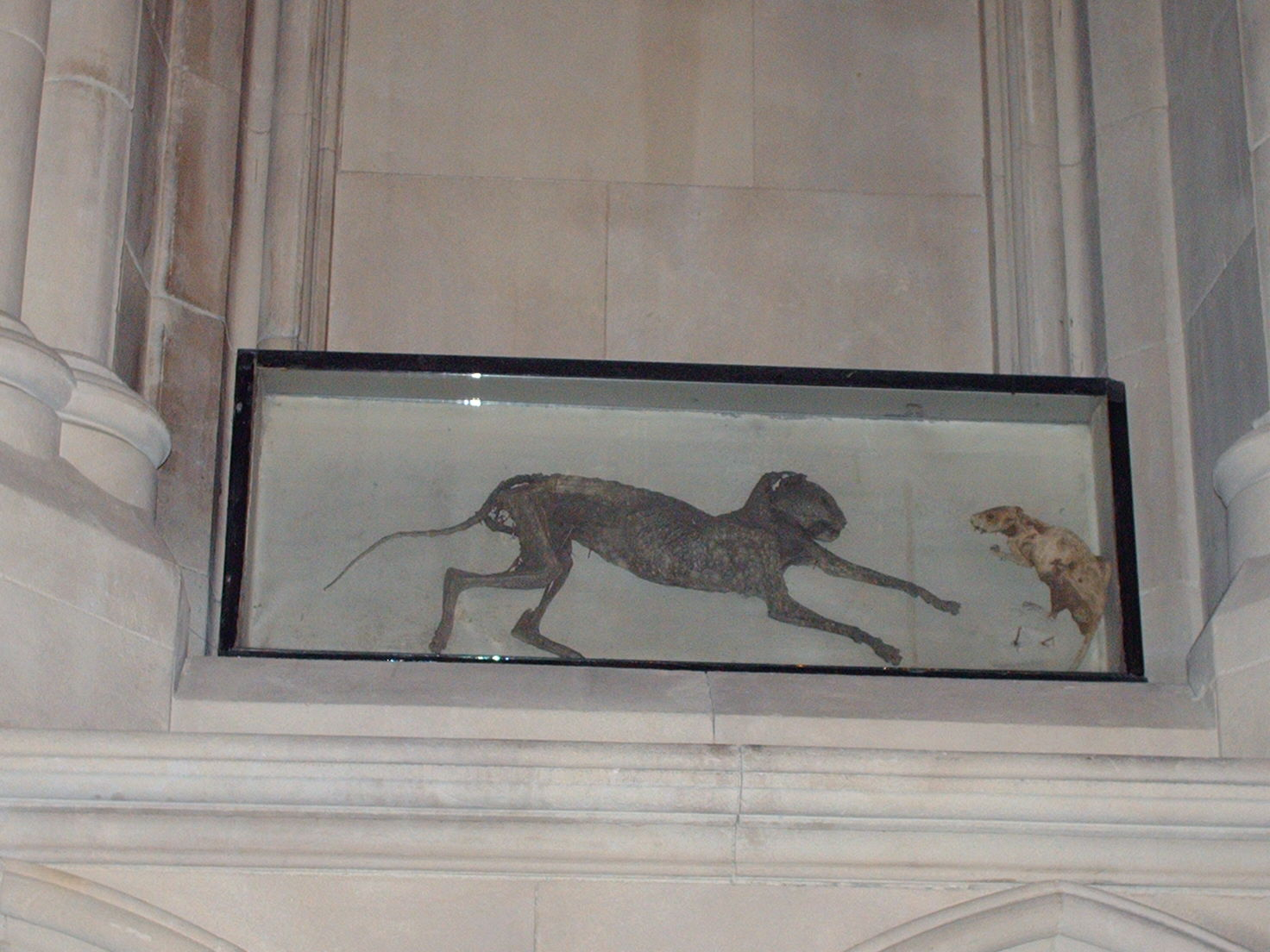
The Cat and the Rat a la nau de la Catedral, abans del seu retorn a la cripta

La Christ Church també compta amb la cripta de catedral més gran (63.4 m de longitud) del Regne Unit i Irlanda, construïda entre 1172-1173. Després d'haver estat renovada a la dècada de 2000, ara està oberta per als visitants.
La cripta conté diversos monuments i llocs històrics:
- Les talles seculars més antigues d'Irlanda, dues estàtues tallades que fins a finals del segle xviii estaven a l'exterior del Tholsel (ajuntament medieval de Dublín, que va ser demolit el 1806).
- Un tabernacle i un conjunt d'espelmes que es van utilitzar quan es van dur a terme els darrers rituals catòlics que es van fer a la catedral per part de Jaume II, després d'haver fugit d'Anglaterra el 1690. Va arribar a Irlanda per lluitar pel seu tron i va assistir a missa a la Catedral temporalment recatolitzada.
- Llibres històrics i els béns de l'altar de la Catedral.
- Dos animals momificats, conjunt conegut com a "The Cat & The Rat", que es van trobar anys després que quedessin atrapats dins de l'orgue i els seus cossos van ser conservats gràcies a l'aire sec de la construcció. James Joyce en un dels seus relats de Dublinesos fa referència a aquest conjunt conservat per casualitat.

### Sala capitular
Darrere de la zona de l'altar, hi ha la Sala Capitular, que conté les oficines de la catedral, sales de reunions i altres instal·lacions.

### Pont i Sala del Sínode
A l'extrem oest de la catedral s'hi pot trobar un pont de pedra totalment integrat a la construcció, que porta a la Sala del Sínode, que va ser construïda en el lloc de l'església de Sant Miquel, que va ser demolida per tal de construir el carrer que ara hi ha a l'oest de la catedral. Aquesta Sala del Sínode, que incorpora l'antiga torre de Sant Miquel, s'utilitzava antigament per acollir els Sínodes generals i Sínodes diocesans de Dublín, Glendalough i Kildare. És ara la seu de l'exposició sobre el Dublín medieval, Dublinia.

## Estatus actual

### Relació amb la Catedral de Sant Patrici
Els conflictes entre la Catedral de Christ Church i la de Sant Patrici van ser bastant importants i només es van acabar gràcies a la Pacis compositio de 1300, que encara són vigents, i que estableix aquests punts: 
- La consagració i entronització de l'arquebisbe de Dublín es portaria a terme a la Catedral de Christ Church. Ara bé, els registres mostren que aquesta disposició no sempre es va complir, amb molts arquebisbes que s'entronitzaven a les dues seus i, almenys dos, només a Sant Patrici
- La Catedral de Christ Church formalment tenia prioritat i era la catedral mare, així com la principal de la diòcesi.
- La Catedral de Christ Church guardava la creu, la mitra i l'anell de cada arquebisbe de Dublín mort.
- Els arquebisbes de Dublín morts havien de ser enterrats alternativament en cadascuna de les dues catedrals, llevat que personalment demanés el contrari.

- La consagració anual d'olis litúrgics de la diòcesi havia de tenir lloc a la Catedral de Christ Church.
- Les dues catedrals han d'actuar com una de sola, i parts iguals en les seves llibertats.

### El catolicisme romà
Avui dia, la seu de l'arquebisbe catòlic de Dublín, és Santa Maria, que té el tractament de procatedral, en reconeixement del fet que la Santa Seu reconeix la Catedral de Christ Church com a seu de l'arquebisbe catòlic de la ciutat.